# 刘元方
刘元方（1931年2月7日—），男，浙江镇海人，中国放射化学家，中国科学院院士。

## 生平
1948年至1949年在上海沪江大学求学。1952年毕业于燕京大学化学系，毕业后留校（已并入北京大学）任教。现任北京大学化学与分子工程学院应用化学系和化学生物学系教授。1991年当选为中国科学院院士，

## 社会兼职
曾任中国核学会和中国化学会的核化学与放射化学委员会主任委员，国际纯粹与应用化学联合会（IUPAC）的放射化学与核技术委员会主席，国际《放射化学学报》顾问编委。

## 学术贡献
刘元方是中华人民共和国培养的第一代放射化学家，为创立和发展中国首个放射化学专业作出了重要贡献。 1955年，进行了中国首个热原子化学研究。领导建成中国第一台5万转/分的浓集235U气体离心机。重新绘制了251BK衰变图纲。系统开展了放射性元素标记单克隆抗体的化学研究，取得多项重要成果。